# Tomás José Coelho de Almeida
Thomaz José Coelho de Almeida (Campos dos Goytacazes, 27 de dezembro de 1838 — Rio de Janeiro, 20 de setembro de 1895) foi um proprietário rural, magistrado, político brasileiro e fundador do Colégio Militar do Rio de Janeiro.
Era sogro do acadêmico Alberto de Faria, autor da biografia do Visconde de Mauá, e avô do escritor e acadêmico Otávio de Faria. Alberto de Faria, genro de Tomás Coelho, foi sogro dos escritores Afrânio Peixoto e Alceu Amoroso Lima.
Foi vereador, deputado provincial, deputado geral, ministro da Marinha, ministro da Guerra, senador, de 1887 a 1889, e conselheiro do Império do Brasil.
Membro do Partido Conservador, o conselheiro Thomaz Coelho manteve influência politica na cidade de Campos dos Goytacazes através do Barão de Miracema
É considerado também o patrono do Colégio Militar do Rio de Janeiro.
Foi a seus pés, enquanto ministro da Guerra do Império do Brasil (ver Gabinete João Alfredo), quando em visita à Escola Militar da Praia Vermelha, que o então jovem cadete Euclides da Cunha, contagiado pelo ideal republicano, atirou o espadim, que não conseguira quebrar, episódio que culminou com a expulsão do cadete daquela instituição em dezembro de 1888.